# Lukuledi

Lukuledi är en ort som ligger i regionen Mtwara i sydöstra Tanzania. Den tillhör distriktet Masasi och hade 5 898 invånare vid folkräkningen 2002. Lukuledifloden rinner strax norr om orten.